# John Hicks
Sir John Richard Hicks (Warwick, Regne Unit 1904 - Nova York, EUA 1989) fou un economista i professor universitari britànic guardonat amb el Premi del Banc de Suècia de Ciències Econòmiques en memòria d'Alfred Nobel l'any 1972.

## Biografia
Va néixer el 8 d'abril de 1904 a la ciutat de Warwick, població situada al comtat de Warwickshire. Va estudiar economia al Clifton College i Balliol College de la Universitat d'Oxford. Posteriorment fou professor a la Universitat de Manchester entre 1938 1946 i d'Oxford entre 1946 i 1952. Més tard fou lector a la London School of Economics, on conegué Friedrich August von Hayek.
El 1964 fou nomenat Cavaller per part de la reina Elisabet II del Regne Unit. Va morir el 20 de maig de 1989 a la ciutat nord-americana de Nova York.

## Estudis econòmics
Especialista de l'economia laboral, Hicks està situat dins l'òptica de l'escola neoclàssica. Reelaborà l'exposició de l'equilibri general de Léon Walras i expressà les condicions teòriques necessàries per a mantenir-lo estable, que resultaren, però, molt allunyades del comportament real del mercat. En l'obra Value and Capital (1939) es recullen les seves principals aportacions teòriques, basades en les de John Maynard Keynes.
El 1972 fou guardonat, juntament amb Kenneth Arrow, amb el Premi del Banc de Suècia de Ciències Econòmiques pels seus estudis, pioners, sobre l'equilibri general de l'economia.

## Obra seleccionada
- 1932: Theory of Wages
- 1939: Value and Capital
- 1941: Taxation and War Wealth
- 1942: The Social Framework: An introduction to economics
- 1949: The Problem of Budgetary Reform
- 1950: Contribution to the Theory of the Trade Cycle
- 1956: A Revision of Demand Theory
- 1965: Capital and Growth
- 1969: A Theory of Economic History
- 1973: Capital and Time
- 1974: The Crisis in Keynesian Economics
- 1977: Economic Perspectives
- 1979: Casuality in Economics
- 1981-1983: Collected Essays in Economic Theory, 3 volums
- 1989: A Market Theory of Money